# National Democratic Forum
National Democratic Forum war der frühe Name einer Wahlallianz, die aus der United Party for National Development, dem Forum for Democracy and Development und der United National Independence Party.

## Entwicklung
Die Wahlallianz wollte die Stimmen ihrer Parteien bündeln, indem sie mit einem gemeinsamen Kandidaten gegen den amtierenden Präsidenten Levy Mwanawasa bei den Wahlen in Sambia 2006 antreten wollte. Diese Wahlallianz trat dann aber unter dem Namen United Democratic Alliance an – wohl auch aus dem Grund, um eine Verwechslung mit der ebenfalls kandidierenden Wahlallianz National Democratic Focus zu vermeiden.